# Grand Prix de Voleibol de 2008
El Gran Premio Mundial FIVB 2008 es un torneo de voleibol femenino jugado por 12 países desde 20 de junio al 12 de julio de 2008. La final se celebrará en Yokohama Arena , Yokohama , Japón . Cuba, Brasil, República Dominicana y los Estados Unidos clasificó para el torneo en las Femenina 2007 Copa Panamericana en Colima, México . Alemania, Turquía, Italia, Polonia y clasificado a través del torneo europeo de cualificación en Ankara, Turquía . China, Japón, Tailandia, Kazajistán y calificados como los mejores cuatro equipos de Asia.

## Equipos participantes
| Europa (CEV)                            | América (NORCECA/CSV)                                   | Ásia (AVC)                               |
| --------------------------------------- | ------------------------------------------------------- | ---------------------------------------- |
| Alemania · Italia · Polonia · Turquía · | Brasil · Cuba · República Dominicana · Estados Unidos · | China · Japón · Kazajistán · Tailandia · |

## Calendario
| Fecha                             | Local/Equipos                                                         | Local/Equipos                                                                  | Local/Equipos                                                     |
| --------------------------------- | --------------------------------------------------------------------- | ------------------------------------------------------------------------------ | ----------------------------------------------------------------- |
| Primera semana: 20-22 de junio    | Grupo A · Kobe, Japón · Estados Unidos · Turquía · Kazajistán         | Grupo B · Ningbo, China · Brasil · Alemania · Tailandia                        | Grupo C · Alassio, Italia · Cuba · Polonia · República Dominicana |
| Segunda semana: 27-29 de junio    | Grupo D · Vinh Phuc, Vietnam Brasil · Turquía · Kazajistán · Alemania | Grupo E · Wroclaw, Polonia · Estados Unidos · República Dominicana · Tailandia | Grupo F · Hong Kong Italia · China · Japón · Cuba ·               |
| Tercera semana: 4-6 de julio      | Grupo G · Bangkok, Tailandia · Cuba · Kazajistán · Alemania           | Grupo H · { Taipéi, China Taipéi Italia · Estados Unidos · Turquía · Polonia   | Grupo I · Macao China · Brasil · Japón · República Dominicana ·   |
| Fase final: 19-13 de agosto Tokio |                                                                       |                                                                                |                                                                   |

## Rondas preliminares

### Semana 1

#### Grupo A
| Fecha    | Encuentro                   | Resultado | Set   | Set   | Set   | Set   | Set   | Puntuación total |
| Fecha    | Encuentro                   | Resultado | 1     | 2     | 3     | 4     | 5     | Puntuación total |
| -------- | --------------------------- | --------- | ----- | ----- | ----- | ----- | ----- | ---------------- |
| 20-06-08 | Turquía - Estados Unidos    | 3 - 1     | 28:26 | 25:16 | 21:25 | 25:19 |       | 99:86            |
| 20-06-08 | Japón - Kazajistán          | 3 - 0     | 25:17 | 25:13 | 25:23 |       |       | 75:53            |
| 21-06-08 | Kazajistán - Estados Unidos | 0 - 3     | 16:25 | 17:25 | 18:25 |       |       | 51:75            |
| 21-06-08 | Japón - Turquía             | 3 - 2     | 21:25 | 25:16 | 17:25 | 25:19 | 15:12 | 103:97           |
| 22-06-08 | Kazajistán - Turquía        | 0 - 3     | 17:25 | 24:26 | 15:25 |       |       | 56:76            |
| 22-06-08 | Japón - Estados Unidos      | 2 - 3     | 29:27 | 18:25 | 25:18 | 16:25 | 13:15 | 101:110          |

#### Grupo B
| Fecha    | Encuentro            | Resultado | Set   | Set   | Set   | Set   | Set   | Puntuación total |
| Fecha    | Encuentro            | Resultado | 1     | 2     | 3     | 4     | 5     | Puntuación total |
| -------- | -------------------- | --------- | ----- | ----- | ----- | ----- | ----- | ---------------- |
| 20-06-08 | Brasil - Tailandia   | 3 - 0     | 25:22 | 25:16 | 25:19 |       |       | 75:57            |
| 20-06-08 | China - Alemania     | 3 - 1     | 19:25 | 25:19 | 25:11 | 25:21 |       | 94:76            |
| 21-06-08 | China - Tailandia    | 3 - 0     | 25:11 | 25:16 | 25:19 |       |       | 75:75            |
| 21-06-08 | Alemania - Brasil    | 1 - 3     | 25:15 | 23:25 | 20:25 | 28:30 |       | 96:95            |
| 22-06-08 | Alemania - Tailandia | 3 - 1     | 19:25 | 25:18 | 25:21 | 25:22 |       | 94:86            |
| 22-06-08 | China - Brasil       | 3 - 2     | 22:25 | 26:24 | 22:25 | 25:22 | 15:13 | 110:109          |

#### Grupo C
| Fecha    | Encuentro                      | Resultado | Set   | Set   | Set   | Set   | Set   | Puntuación total |
| Fecha    | Encuentro                      | Resultado | 1     | 2     | 3     | 4     | 5     | Puntuación total |
| -------- | ------------------------------ | --------- | ----- | ----- | ----- | ----- | ----- | ---------------- |
| 20-06-08 | Cuba - Polonia                 | 3 - 1     | 25:20 | 29:31 | 25:21 | 26:24 |       | 105:97           |
| 20-06-08 | Italia - República Dominicana  | 3 - 1     | 19:25 | 25:19 | 25:17 | 25:15 |       | 94:76            |
| 21-06-08 | República Dominicana - Cuba    | 0 - 3     | 22:25 | 15:25 | 19:25 |       |       | 56:75            |
| 21-06-08 | Italia - Polonia               | 3 - 1     | 25:17 | 25:22 | 23:25 | 25:16 |       | 98:80            |
| 22-06-08 | Polonia - República Dominicana | 2 - 3     | 21:25 | 25:23 | 25:19 | 23:25 | 11:15 | 105:107          |
| 22-06-08 | Italia - Cuba                  | 3 - 0     | 25:23 | 27:25 | 27:25 |       |       | 79:73            |

#### Grupo D
| Fecha    | Encuentro             | Resultado | Set   | Set   | Set   | Set   | Set | Puntuación total |
| Fecha    | Encuentro             | Resultado | 1     | 2     | 3     | 4     | 5   | Puntuación total |
| -------- | --------------------- | --------- | ----- | ----- | ----- | ----- | --- | ---------------- |
| 27-06-08 | Brasil - Kazajistán   | 3 - 0     | 25-10 | 25-17 | 25-19 |       |     | 75-46            |
| 27-06-08 | Turquía - Alemania    | 3 - 1     | 25-21 | 25-22 | 25-27 | 25-17 |     | 100-88           |
| 28-06-08 | Kazajistán - Alemania | 0 - 3     | 17-25 | 19-25 | 21-25 |       |     | 57-75            |
| 28-06-08 | Brasil - Turquía      | 3 - 0     | 25-23 | 25-19 | 25-15 |       |     | 75-57            |
| 29-06-08 | Alemania - Brasil     | 0 - 3     | 15-25 | 25-27 | 16-25 |       |     | 56-77            |
| 29-06-08 | Kazajistán - Turquía  | 0 - 3     | 16-25 | 20-25 | 17-25 |       |     | 53-75            |

#### Grupo E
| Fecha    | Encuentro                             | Resultado | Set   | Set   | Set   | Set   | Set | Puntuación total |
| Fecha    | Encuentro                             | Resultado | 1     | 2     | 3     | 4     | 5   | Puntuación total |
| -------- | ------------------------------------- | --------- | ----- | ----- | ----- | ----- | --- | ---------------- |
| 27-06-08 | República Dominicana - Polonia        | 3 - 1     | 25-22 | 19-25 | 25-17 | 25-20 |     | 94-84            |
| 27-06-08 | Estados Unidos - Tailandia            | 3 - 1     | 25-18 | 25-17 | 26-28 | 25-13 |     | 101-76           |
| 28-06-08 | Tailandia - Polonia                   | 3 - 2     | 25:11 | 25:16 | 25:19 |       |     | 75:75            |
| 28-06-08 | República Dominicana - Estados Unidos | 0 - 3     | 13-25 | 21-25 | 20:25 |       |     | 54-75            |
| 29-06-08 | Estados Unidos - Polonia              | 3 - 0     | 25-17 | 25-16 | 25-20 |       |     | 75-53            |
| 29-06-08 | República Dominicana - Tailandia      | 3 - 1     | 25-19 | 24-26 | 25-21 | 25-22 |     | 99-88            |

#### Grupo F
| Fecha    | Encuentro      | Resultado | Set   | Set   | Set   | Set   | Set   | Puntuación total |
| Fecha    | Encuentro      | Resultado | 1     | 2     | 3     | 4     | 5     | Puntuación total |
| -------- | -------------- | --------- | ----- | ----- | ----- | ----- | ----- | ---------------- |
| 27-06-08 | Italia - Japón | 3 - 0     | 25-17 | 25-20 | 25-22 |       |       | 75-59            |
| 27-06-08 | China - Cuba   | 3 - 2     | 25-18 | 25-27 | 21-25 | 25-21 | 15-13 | 111-104          |
| 28-06-08 | Cuba - Italia  | 2 - 3     | 25-21 | 19-25 | 25-19 | 20-25 | 13-15 | 102-105          |
| 28-06-08 | China - Japón  | 3 - 0     | 25-16 | 29-27 | 25-22 |       |       | 79-56            |
| 29-06-08 | Japón - Cuba   | 1 - 3     | 25-22 | 21-25 | 19-25 | 16-25 |       | 81-97            |
| 29-06-08 | China - Italia | 3 - 2     | 18-25 | 25-20 | 21-25 | 27-25 | 15-08 | 106-103          |

#### Grupo G
| Fecha    | Encuentro              | Resultado | Set   | Set   | Set   | Set   | Set   | Puntuación total |
| Fecha    | Encuentro              | Resultado | 1     | 2     | 3     | 4     | 5     | Puntuación total |
| -------- | ---------------------- | --------- | ----- | ----- | ----- | ----- | ----- | ---------------- |
| 04-07-08 | Kazajistán - Tailandia | 3 - 2     | 25-19 | 25-19 | 19-25 | 17-25 | 16-14 | 102-102          |
| 04-07-08 | Cuba - Alemania        | 3 - 1     | 23-25 | 25-21 | 25-08 | 25-21 |       | 98-75            |
| 05-07-08 | Tailandia - Alemania   | 0 - 3     | 18-25 | 15-25 | 16-25 |       |       | 49-75            |
| 05-07-08 | Cuba - Kazajistán      | 3 - 1     | 22-25 | 25-19 | 25-21 | 25-16 |       | 97-81            |
| 06-07-08 | Tailandia - Cuba       | 2 - 3     | 20-25 | 22-25 | 25-23 | 25-17 | 09-15 | 101-105          |
| 06-07-08 | Kazajistán - Alemania  | 0 - 3     | 15-25 | 19-25 | 19-25 |       |       | 53-75            |

#### Grupo H
| Fecha    | Encuentro                | Resultado | Set   | Set   | Set   | Set   | Set   | Puntuación total |
| Fecha    | Encuentro                | Resultado | 1     | 2     | 3     | 4     | 5     | Puntuación total |
| -------- | ------------------------ | --------- | ----- | ----- | ----- | ----- | ----- | ---------------- |
| 04-07-08 | Estados Unidos - Polonia | 3 - 1     | 20-25 | 25-23 | 25-19 | 25-10 |       | 95-77            |
| 04-07-08 | Italia - Turquía         | 3 - 1     | 25-20 | 21-25 | 30-28 | 25-23 |       | 101-96           |
| 05-07-08 | Estados Unidos - Turquía | 3 - 1     | 25-16 | 25-20 | 20-25 | 25-17 |       | 95-78            |
| 05-07-08 | Polonia - Italia         | 2 - 3     | 25-23 | 25-23 | 20-25 | 14-25 | 16-18 | 100-114          |
| 06-07-08 | Polonia - Turquía        | 3 - 0     | 25-21 | 25-22 | 25-22 |       |       | 75-65            |
| 06-07-08 | Italia - Estados Unidos  | 3 - 0     | 25-22 | 25-21 | 25-16 |       |       | 75-59            |

#### Grupo I
| Fecha    | Encuentro                     | Resultado | Set   | Set   | Set   | Set   | Set   | Puntuación total |
| Fecha    | Encuentro                     | Resultado | 1     | 2     | 3     | 4     | 5     | Puntuación total |
| -------- | ----------------------------- | --------- | ----- | ----- | ----- | ----- | ----- | ---------------- |
| 04-07-08 | Brasil - República Dominicana | 3 - 2     | 23-25 | 22-25 | 25-22 | 25-23 | 15-09 | 110-104          |
| 04-07-08 | China - Japón                 | 3 - 0     | 25-16 | 25-19 | 25-15 |       |       | 75-50            |
| 05-07-08 | Japón - Brasil                | 0 - 3     | 16-25 | 21-25 | 15-25 |       |       | 50-75            |
| 05-07-08 | China - República Dominicana  | 3 - 0     | 25-16 | 25-22 | 25-21 |       |       | 79-59            |
| 06-07-08 | Japón - República Dominicana  | 0 - 3     | 24-26 | 13-25 | 18-25 |       |       | 55-76            |
| 06-07-08 | Brasil - China                | 3 - 0     | 25-21 | 25-17 | 25-20 |       |       | 75-58            |

### Clasificación al final de la Primera Fase
| Pos | Equipo               | PJ | PG | PP | SF | SC | PTS |
| --- | -------------------- | -- | -- | -- | -- | -- | --- |
| 1   | Brasil               | 9  | 8  | 1  | 26 | 6  | 17  |
| 2   | China                | 9  | 8  | 1  | 24 | 10 | 17  |
| 3   | Italia               | 9  | 8  | 1  | 26 | 10 | 17  |
| 4   | Estados Unidos       | 9  | 7  | 2  | 22 | 11 | 16  |
| 5   | Cuba                 | 9  | 6  | 3  | 22 | 15 | 15  |
| 6   | Alemania             | 9  | 4  | 5  | 16 | 16 | 13  |
| 7   | Turquía              | 9  | 4  | 5  | 16 | 17 | 13  |
| 8   | República Dominicana | 9  | 4  | 5  | 15 | 19 | 13  |
| 9   | Japón                | 9  | 2  | 7  | 9  | 23 | 11  |
| 10  | Polonia              | 9  | 1  | 8  | 13 | 24 | 10  |
| 11  | Tailandia            | 9  | 1  | 8  | 10 | 26 | 10  |
| 12  | Kazajistán           | 9  | 1  | 8  | 4  | 26 | 10  |

| – | Clasificado a la fase final. |

## Fase final
La fase final del Grand Prix de 2009 fue disputada en Tokio, Japón; entre los días 19 al 23 de agosto. Los seis equipos clasificados se enfrentaran en un grupo único, conquistando el título el que sume el mayor número de puntos al final de cinco partidos.
| Pos | Equipo         | PJ | PG | PP | SF | SC | PTS |
| --- | -------------- | -- | -- | -- | -- | -- | --- |
| 1   | Brasil         | 5  | 5  | 0  | 15 | 1  | 10  |
| 2   | Cuba           | 5  | 4  | 1  | 12 | 8  | 9   |
| 3   | Italia         | 5  | 2  | 3  | 7  | 12 | 7   |
| 4   | Estados Unidos | 5  | 2  | 3  | 9  | 13 | 7   |
| 5   | China          | 5  | 1  | 4  | 9  | 13 | 6   |
| 6   | Japón          | 5  | 1  | 4  | 7  | 12 | 6   |

### Resultados
| Fecha    | Encuentro               | Resultado | Set   | Set   | Set   | Set   | Set   | Puntuación total |
| Fecha    | Encuentro               | Resultado | 1     | 2     | 3     | 4     | 5     | Puntuación total |
| -------- | ----------------------- | --------- | ----- | ----- | ----- | ----- | ----- | ---------------- |
| 09-07-08 | Brasil - Estados Unidos | 3-0       | 25-19 | 25-19 | 25-23 |       |       | 75-61            |
| 09-07-08 | Italia - China          | 3-2       | 22-25 | 29-27 | 20-25 | 25-20 | 15-09 | 111-106          |
| 09-07-08 | Japón - Cuba            | 1-3       | 25-19 | 23-25 | 18-25 | 19-25 |       | 85-94            |
| 10-07-08 | Cuba - China            | 3-1       | 25-21 | 20-25 | 26-24 | 25-16 |       | 96-86            |
| 10-07-08 | Italia - Brasil         | 0-3       | 20-25 | 17-25 | 23-25 |       |       | 60-75            |
| 10-07-08 | Japón - Estados Unidos  | 2-3       | 28-26 | 20-25 | 25-22 | 20-25 | 11-15 | 104-113          |
| 11-07-08 | Brasil - China          | 3-1       | 25-18 | 25-16 | 21-25 | 25-18 |       | 96-77            |
| 11-07-08 | Cuba - Estados Unidos   | 3-2       | 22-25 | 17-25 | 25-18 | 25-21 | 15-11 | 104-100          |
| 11-07-08 | Italia - Japón          | 3-0       | 23-25 | 22-25 | 24-26 |       |       | 69-76            |
| 12-07-08 | Brasil - Cuba           | 3-0       | 25-14 | 25-15 | 25-20 |       |       | 75-49            |
| 12-07-08 | Estados Unidos - Italia | 1-3       | 17-25 | 28-26 | 19-25 | 19-25 |       | 83-101           |
| 12-07-08 | Japón - China           | 1-3       | 17-25 | 30-28 | 15-25 | 21-25 |       | 83-103           |
| 13-07-08 | China - Estados Unidos  | 2-3       | 23-25 | 19-25 | 25-22 | 25-21 | 15-17 | 107-110          |
| 13-07-08 | Italia - Cuba           | 1-3       | 30-28 | 18-25 | 23-25 | 19-25 |       | 90-103           |
| 14-07-08 | Japón - Brasil          | 0-3       | 23-25 | 23-25 | 19-25 |       |       | 65-75            |

## Distinciones individuales
| Distinción      | Nombre                | Equipo |
| --------------- | --------------------- | ------ |
| MVP             | Marianne Steinbrecher | Brasil |
| Mejor anotadora | Megumi Kurihara       | Japón  |
| Mejor ataque    | Daimi Echevarria      | Cuba   |
| Mejor bloqueo   | Walewska Oliveira     | Brasil |
| Mejor servicio  | Megumi Kurihara       | Japón  |
| Mejor armadora  | Yoshie Takeshita      | Japón  |
| Mejor recepción | Yuko Sano             | Japón  |
| Mejor defensa   | Yuko Sano             | Japón  |
| Mejor líbero    | Yuko Sano             | Japón  |

Fuente: 
- Datos: Q1587057